# Aïn Témouchent (stad)
Aïn Témouchent is een stad in Algerije en is de hoofdplaats van de provincie Aïn Témouchent. Aïn Témouchent telde in 2010 75.558 inwoners.

## Geboren
- Christian Lopez (1953), Frans voetballer
- Saïd Benrahma (1995), Frans voetballer